# Дороган, Анжела
Анжела Дороган (азерб. Anjela Doroqan; род. 2 ноября 1989, Кишинёв) — азербайджанский борец молдавского происхождения, победительница Европейских игр 2015 в Баку.

## Биография
Анжела Дороган родилась 2 ноября 1989 года в Кишинёве. Первым тренером был Петру Киперь, впоследствии тренировалась под руководством Петру Буюкли и Виктора Пейкова. В 2009 году, ещё учась в коммерческом колледже, Дороган перевелась из спортивной школы по подготовке олимпийских резервов в спортивный центр подготовки национальных команд и представляла его на Чемпионате Европы среди юниоров, проходившего в Грузии, на которых, выступая за Молдавию, выиграла серебряную медаль. В этом же году Анжела Дороган на чемпионате мира среди юниоров заняла 5-е место.
С 2010 года выступает за Азербайджан. На чемпионате Европы этого года заняла 14-е место, а на чемпионате мира в Москве — 10-е. В 2011 году стала 8-й на чемпионате Европы, а в 2012 году на чемпионате мира стала 13-й. В 2013 году заняла 13-е место на чемпионате Европы, а на чемпионате мира — 22-е. В этом же году стала пятой на Универсиаде в Казани.
В 2014 году заняла 12-е место на чемпионате мира, а в 2015 году стала победителем первых Европейских игр, проходивших в Баку, поборов в финале чемпионку Европы 2013 года Роксану Засину из Польши. 29 июня Президент Азербайджана Ильхам Алиев подписал распоряжения о награждении победителей первых Европейских игр и лиц, внёсших большой вклад в развитие спорта в Азербайджане. Анжела Дороган за большие достижения на первых Европейских играх и заслуги в развитии спорта в Азербайджане была удостоена ордена «Слава»
В этом же году стала 5-й на чемпионате мира в Лас-Вегасе. В 2016 году заняла 12-е место на чемпионате Европы.